# Việt Trì

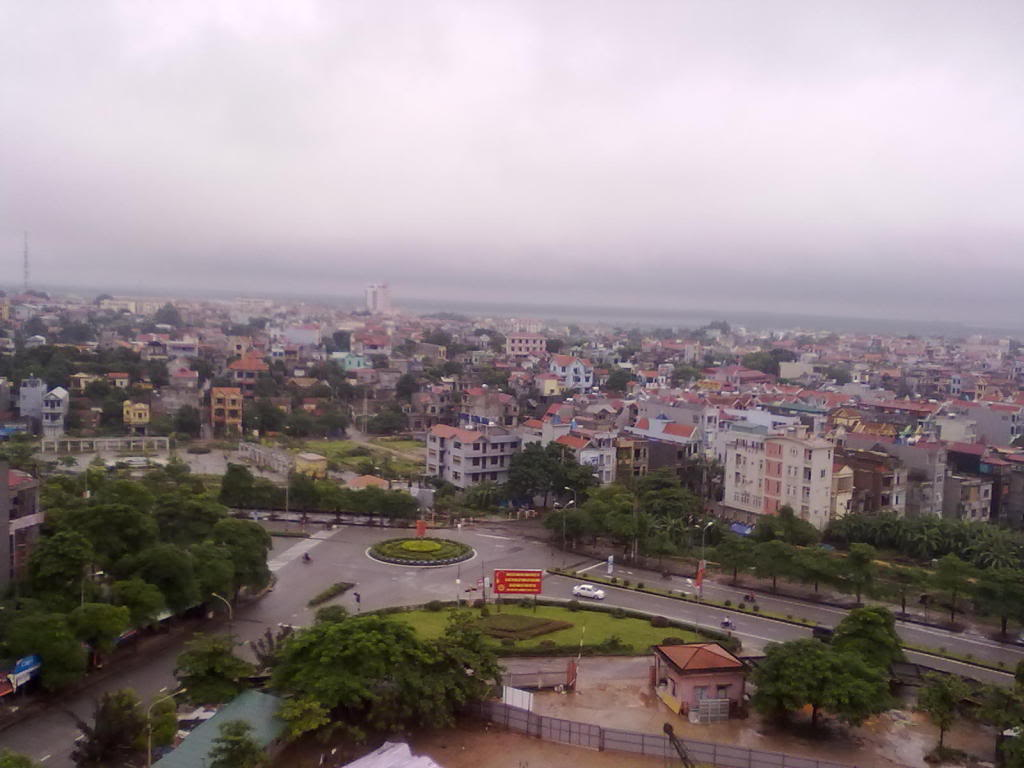
Blick auf die Stadt

Việt Trì ist eine Stadt in der Provinz Phú Thọ in Vietnam. Sie ist Teil der Region Đông Bắc Bộ. Beim Zensus 2009 lag die Einwohnerzahl der Kernstadt bei 99.147 (Zensus 1999: 77.848). Die bezirksfreie Stadt Việt Trì hatte 2017 eine Einwohnerzahl von 202.700. Die Stadt bildet die Hauptstadt der Provinz Phú Thọ. Die Stadt ist in 23 Kommunen und Wards gegliedert und besitzt den Status einer Provinzstadt der 1. Klasse. Seit 1962 besitzt sie das Stadtrecht.

## Wirtschaft
Việt Trì ist auch das wirtschaftliche Zentrum der Provinz und beherbergt viele Industrie- und Dienstleistungsunternehmen. Sie gehört zu den ältesten Industriestädten in Nordvietnam. Viet Tri befindet sich im Zentrum des Wirtschaftskorridors Hải Phòng-Hanoi-Kunming (Volksrepublik China) und an der Autobahn Hải Phòng-Hanoi-Kunming. Sie besitzt auch eine günstige geografische Lage für Geschäftsreisende, da die Stadt nur knapp 70 km von der Hauptstadt Hanoi entfernt ist.

## Galerie

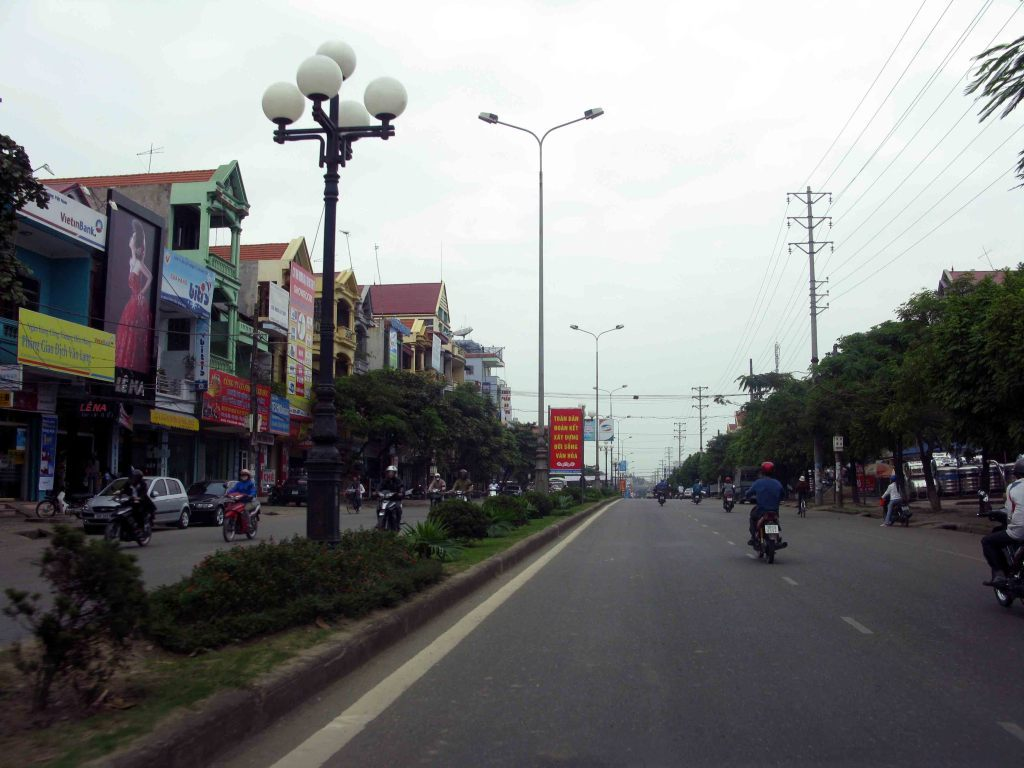
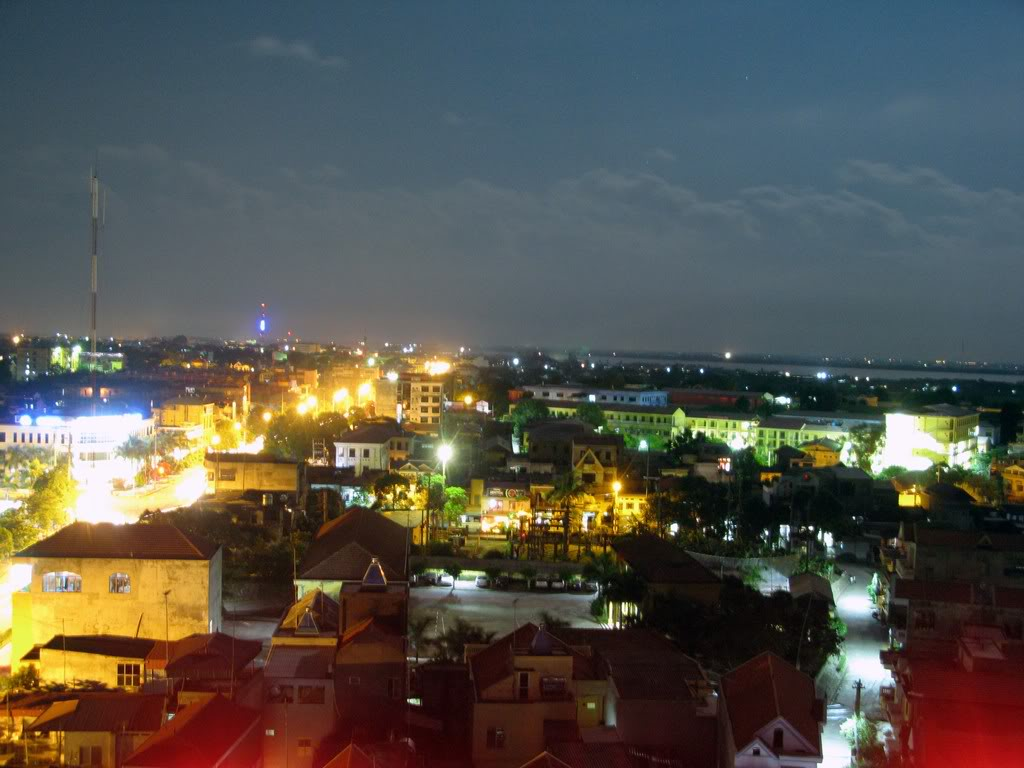
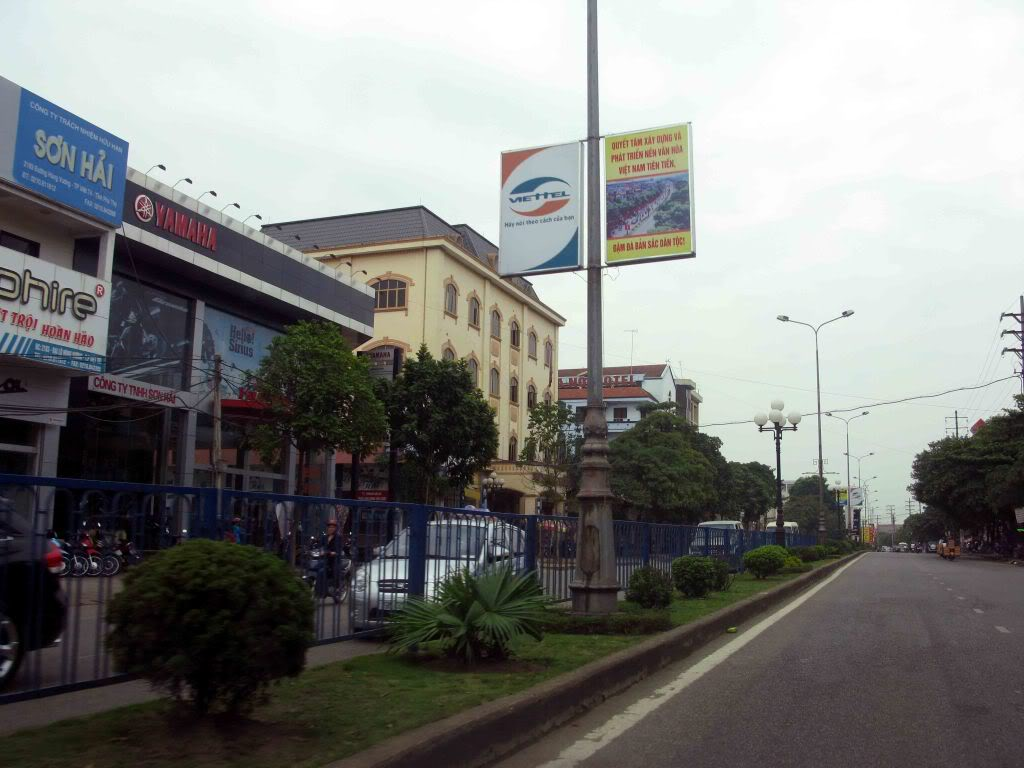
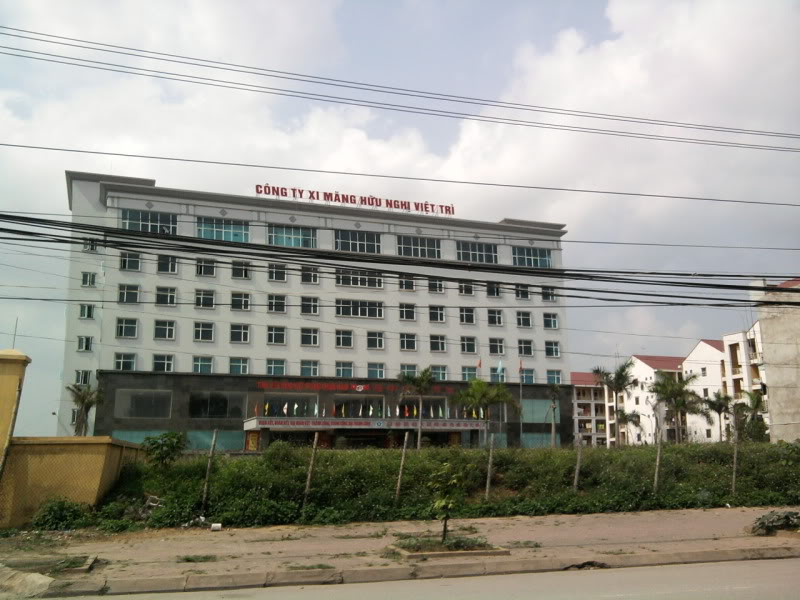

## Persönlichkeiten
- Lương Cường (* 1957), Armeegeneral und Politiker